# Henry Carroll
Henry „Razzo” Carroll, właśc. Henry O’Carroll (ur. 12 lipca 1909 w stanie New Jersey, zm. 14 stycznia 1999 w Jersey City) – amerykański piłkarz występujący na pozycji napastnika, reprezentant Stanów Zjednoczonych, olimpijczyk.

## Kariera klubowa
Podczas swojej kariery występował w klubach American Soccer League. Pod koniec lat 20. rozpoczął grę w Bayonne Rovers SC. W 1929 roku przeniósł się do Brooklyn Wanderers. Rok później rozpoczął występy w pierwszym zespole, strzelając 5 goli w 6 spotkaniach. Po rundzie wiosennej sezonu 1931, w której zdobył 3 bramki, Wanderers wycofali się z rozgrywek. Carroll wkrótce po tym został zawodnikiem Kearny Scots, dla których w sezonie 1934 zdobył 22 bramki. Następnie występował w Brookhattan FC, Philadelphia Americans (mistrzostwo ASL w 1942) oraz Brooklyn Hispano.

## Kariera reprezentacyjna
W 1928 roku znalazł się w składzie reprezentacji Stanów Zjednoczonych na Igrzyska Olimpijskie 1928 w Amsterdamie. 29 maja zadebiutował w przegranym 2:11 spotkaniu przeciwko Argentynie, po którym Amerykanie odpadli z rywalizacji. W czerwcu tego samego roku zaliczył drugi występ w drużynie narodowej w towarzyskim meczu z Polską (3:3), w którym zdobył gola. Ogółem rozegrał on w reprezentacji 2 spotkania i strzelił 1 bramkę.